# Лукас Сінкевич
Лукас Сінкевич (нім. Lukas Sinkiewicz, нар. 9 жовтня 1985, Тихи) — німецький футболіст польського походження, що грав на позиції захисника.
Виступав, зокрема, за клуби «Кельн», «Баєр 04» та «Бохум», а також національну збірну Німеччини.

## Клубна кар'єра
У дорослому футболі дебютував 2003 року виступами за команду «Кельн», у якій провів чотири сезони, взявши участь у 76 матчах чемпіонату. 
Своєю грою за цю команду привернув увагу представників тренерського штабу клубу «Баєр 04», до складу якого приєднався 2007 року. Відіграв за команду з Леверкузена наступні три сезони своєї ігрової кар'єри.
Протягом 2010—2011 років захищав кольори клубу «Аугсбург».
У 2011 році уклав контракт з клубом «Бохум», у складі якого провів наступні три роки своєї кар'єри гравця. 
Завершив ігрову кар'єру у команді «Ян» (Регенсбург), за яку виступав протягом 2014—2015 років.

## Виступи за збірну
У 2005 році дебютував в офіційних матчах у складі національної збірної Німеччини.
Загалом протягом кар'єри в національній команді, яка тривала 1 рік, провів у її формі 3 матчі.